# Margaret Nolan
Margaret Nolan (* 29. Oktober 1943 in Norton Radstock, Somerset; † 5. Oktober 2020 in Belsize Park, London Borough of Camden) war eine britische Künstlerin, Schauspielerin und ein Model.

## Leben
Margaret Nolan begann ihre Laufbahn als Model. In den frühen 1960er-Jahren trug sie für kurze Zeit den Künstlernamen Vicky Kennedy. 1963 hatte sie ihren ersten Auftritt als Schauspielerin in einer Folge von Simon Templar. Im darauffolgenden Jahr spielte Nolan in mehreren Filmen mit, darunter in einer Nebenrolle in dem Beatles-Film Yeah! Yeah! Yeah!.
Ebenfalls 1964 hatte Nolan ihren wohl bekanntesten Auftritt in James Bond 007 – Goldfinger, in dem sie die Masseuse Dink spielte. Sie war außerdem als mit Gold überzogene Jill Masterson im Vorspann des Films sowie auf den Werbeplakaten und dem Cover zum Soundtrack zu sehen. Im Film selbst wurde diese Rolle jedoch von Shirley Eaton übernommen. Im November 1965 war Nolan in einer James Bond’s Girls-Sonderausgabe des Playboys zu sehen.
In den folgenden Jahren spielte Nolan in mehreren Dutzend Filmen und Fernsehserien mit, darunter in mehreren Teilen der Carry-On-Filmreihe. Sie engagierte sich außerdem als Bühnenschauspielerin. Unter anderem trat sie 1969 in She’s Done It Again im Londoner Garrick Theatre auf. Nolan spielte bis in die 1980er Jahre regelmäßig in Filmen und Serien mit, ihren letzten Schauspielauftritt hatte sie 2011 in The Power of Three.
Nolan war außerdem als Künstlerin tätig. Zu ihren Werken gehören Grafiken sowie Fotomontagen von Bildern aus ihrer Zeit als Model. Sie stellte ihre Werke in mehreren Londoner Galerien aus, darunter in der Brick Lane Gallery (2009), der The Misty Moon Gallery und der Gallery Different (beide 2013).
Margaret Nolan starb am 5. Oktober 2020 im Alter von 76 Jahren.

## Filmografie (Auswahl)
- 1963: Simon Templar (The Saint; Fernsehserie, eine Folge)
- 1963: It’s a Bare, Bare World!
- 1964: Saturday Night Out
- 1964: Yeah! Yeah! Yeah! (A Hard Day’s Night)
- 1964: Dschungel der Schönheit (The Beauty Jungle)
- 1964: James Bond 007 – Goldfinger (Goldfinger)
- 1965: Geheimauftrag für John Drake (Danger Man; Fernsehserie, eine Folge)
- 1965: Drei Zimmer in Manhattan (Trois chambres à Manhattan)
- 1965: Promise Her Anything
- 1965: Ist ja irre – der dreiste Cowboy (Carry On Cowboy)
- 1966: The Great St Trinian’s Train Robbery
- 1968: Der Hexenjäger (Witchfinder General)
- 1968: Don’t Raise the Bridge, Lower the River
- 1969: Crooks and Coronets
- 1969: The Best House in London
- 1970: Toomorrow
- 1971: Heinrichs Bettgeschichten oder Wie der Knoblauch nach England kam (Carry On Henry)
- 1971: Ein Streik kommt selten allein (Carry On at Your Convenience)
- 1972: Die 2 (The Persuaders!; Fernsehserie, eine Folge)
- 1972: Die total verrückte Oberschwester (Carry On Matron)
- 1973: Last of the Summer Wine (Fernsehserie, eine Folge)
- 1973: Mißwahl auf Englisch (Carry On Girls)
- 1974: Mach’ weiter, Dick! (Carry On Dick)
- 1975: Die Füchse (The Sweeney; Fernsehserie, eine Folge)
- 1981: Wiedersehen mit Brideshead (Brideshead Revisited)
- 1986: Gunbus (Sky Bandits)
- 2011: The Power of Three
- 2021: Last Night in Soho